# Right by You
Right by You är ett album av Stephen Stills, utgivet 1984.

## Låtlista
1. "50/50" - 4:23
2. "Stranger" - 2:58
3. "Flaming Heart" - 3:22
4. "Love Again" - 3:49
5. "No Problem" - 4:16
6. "Can't Let Go" - 4:11
7. "Grey to Green" - 3:13
8. "Only Love Can Break Your Heart" - 3:11
9. "No Hiding Place" - 4:01
10. "Right by You" - 5:05